# Aquädukt

Die römische Aquäduktbrücke Pont du Gard in Südfrankreich

Der oder das Aquädukt (lat. aquaeductus „Wasserleitung“) ist ein Bauwerk zum Transport von Wasser.
Der Begriff wird im weiteren Sinne für überwiegend als Freispiegelleitung ausgeführte Wasserversorgungsanlagen von antiken römischen Städten verwendet. Im engeren Sinne wird er für wasserführende Brücken benutzt. Im englischen Sprachraum steht aqueduct allgemein für Röhrensysteme oder Kanäle, die Wasser über eine längere Strecke weiterleiten. Im Französischen bezeichnet der Begriff aqueduc die gesamte Wasserversorgungsanlage einschließlich der Freispiegelleitung, der wasserführenden Brücke (le pont-aqueduc) sowie der Druckrohrleitung und des Dükers (le siphon).

## Wasserleitungen in den alten Hochkulturen und in Griechenland
Bereits vor Entstehung des römischen Reiches wurden von den alten Hochkulturen Bauwerke für die Bewässerung errichtet. Die ältesten Aquädukte in der historischen Überlieferung werden Ramses dem Großen, Semiramis und dem König Salomo zugeschrieben.
Die Überreste der Aquädukte von Palmyra und Samos (Tunnel des Eupalinos, im 6. Jahrhundert v. Chr. von Eupalinos von Megara erbaut) sind Beispiele von unterirdischen Kanälen, die das Wasser aus mehr oder minder entfernt liegenden Quellen in die Städte führten.
Für die Wasserversorgung der wachsenden Residenz Ninive ließ der assyrische König Sanherib 691 v. Chr. einen 48 Kilometer langen Kanal bauen, der mit einer 280 Meter langen und neun Meter hohen Brücke mit fünf Spitzbogen aus Kragsteinen über ein Flusstal führte. Vier der Pfeiler sind als Strompfeiler bereits mit Rundungen angelegt. Bereits zwei Jahre nach seiner Thronbesteigung gab der König ein System von vier Kanälen teilweise mit Tunneln und Aquädukten von ca. 150 km Länge in Auftrag, deren Ausführung fünfzehn Jahre dauerte. Die größte Herausforderung war die Querung eines 280 m langen Tales, weshalb das Jerwan-Aquädukt (als ältester Aquädukt angesehenes Bauwerk) als Teil eines dieser Kanäle in der Nähe des heutigen Dorfes Jerwan im Nordirak erbaut wurde. Der künstliche Wasserweg weist ein gleichmäßiges Gefälle von einem Meter auf einen Kilometer auf, wodurch das Wasser stetig fließen konnte. Das Bauwerk war 21 m breit und bestand aus über zwei Millionen behauenen Steinquadern aus Kalkstein und diente späteren römischen Anlagen als Vorbild. Sanherib war sehr stolz auf dieses Bauwerk und hat an dem Punkt, wo der Kanal mittels dieser Brücke ein Tal überspannt, in Keilschrift seine Bauinschrift hinterlassen. Durch seine Maßnahmen wurde Getreideanbau im Süden von Ninive erst möglich, ebenso dienten die Anlagen zur Versorgung der Stadt, der üppigen Palastgärten, Plantagen und Felder.
Die Assyriologin und Keilschrift-Expertin Stephanie Dalley von der University of Oxford legte bereits Anfang der 1990er Jahre Argumente für die Deutung vor, die Hängenden Gärten seien der Palastgarten des assyrischen Königs Sanherib gewesen, der rund 100 Jahre vor dem babylonischen König Nebukadnezar II. gelebt hatte. Dieser Palastgarten in Ninive am Tigris sei für Sanheribs Gattin Tāšmetun-Šarrat erbaut worden. Damit wäre der Jerwan-Aquädukt ein, wenn auch entfernter, Bestandteil dieses Weltwunders.
Auch die Griechen beherrschten den Bau von Aquädukten. In Athen wurde das Wasser vom Hymettos und Pentelikon hergeleitet. Weitere Aquädukte fand man in Griechenland bei Theben, Megara, Samos, Pharsalos, Stymphalos und anderen Orten.

## Wasserleitungen im Römischen Reich

### Allgemeines
Am bekanntesten sind die Aquädukte der Römer, da sie oft auf gewölbten Bogenstellungen geführt wurden und zu den bedeutendsten Bauwerken der Antike gehören. Die Leitungen der Römer bestanden aus Holz, Blei oder Leder, meist waren es jedoch Steinkanäle. Die in die einzelnen Häuser führenden Leitungen waren, wie Ausgrabungen in Pompeji ergaben, gewöhnlich aus Blei. Einige Aquädukte hatten mehrere Stockwerke, und in jedem floss Wasser einer anderen Quelle. Da das Wasser stetig weiterfließen musste, wurden die Aquädukte so gebaut, dass sie ein stetiges, leichtes Gefälle aufwiesen. Dies wurde durch frühere Architekten genauestens ausgemessen. So betrug das Gefälle nach Vitruvius mindestens 0,5 %.

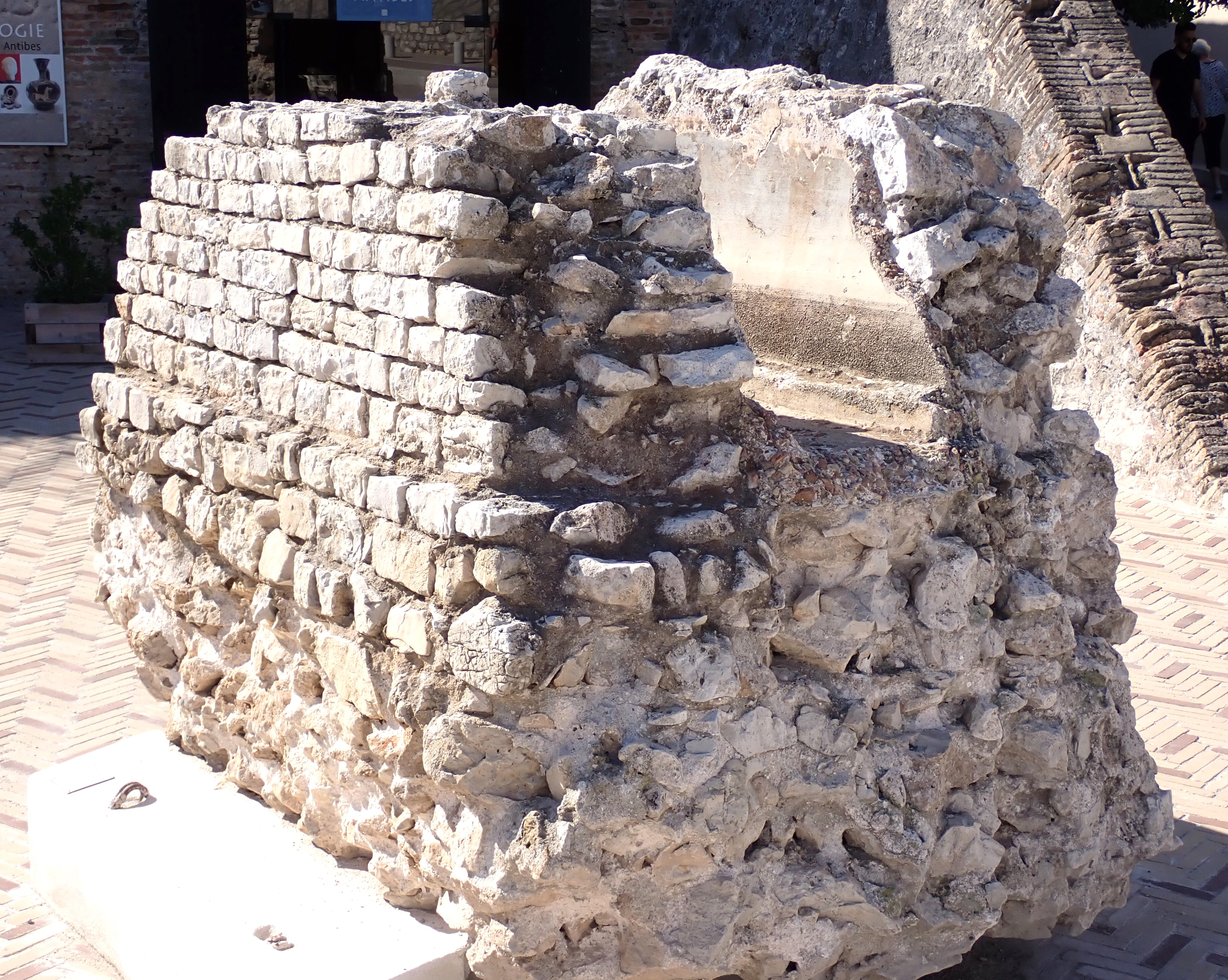
Querschnitt Aquädukt vor Archäologischen Museum Antibes

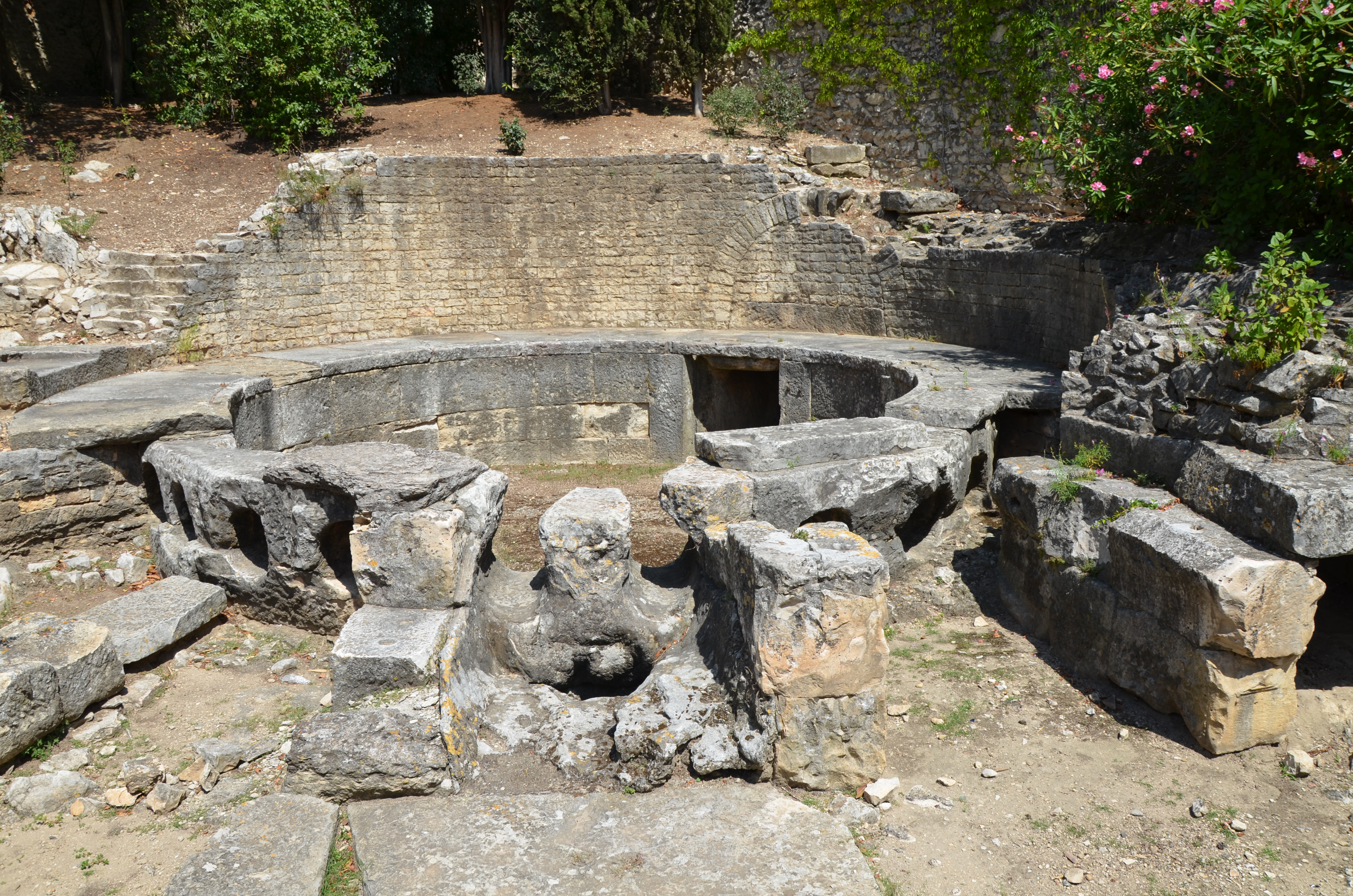
Castellum von Nîmes

Der Beginn des Aquädukts ist das Quellhaus. Das Ende des Laufes bildet das sogenannte „Wasserschloss“ (castellum oder nymphaeum), in welchem das Wasser von Steinen und grobem Schmutz gereinigt wurde und von wo aus es über Rohrsysteme in die Häuser, Bäder und Gärten geleitet wurde. Besondere Beamte waren für die Regelung der Wasserzuteilung zuständig, die durch strenge Gesetze den Schutz der Anlagen gewährleisteten. Im Gegensatz zu den größeren, steinernen Überlandleitungen mit Freispiegelgefälle verwendete man in der Stadt häufig Druckleitungen und schaltete im Bedarfsfalle „Wassertürme“ dazwischen. Die Druckleitungen bestanden aus Blei- oder Tonrohren. Die Bleirohre wurden industriell aus in der Breite genormten, gegossenen Bleiplatten gefertigt. Durch das Zusammenbiegen und Verlöten erhielten die Rohre einen etwa birnenförmigen Querschnitt. Für die Rohrherstellung wurden aber auch noch andere Baustoffe wie Holz, Stein und sogar Beton eingesetzt.

### Aquädukte in Rom

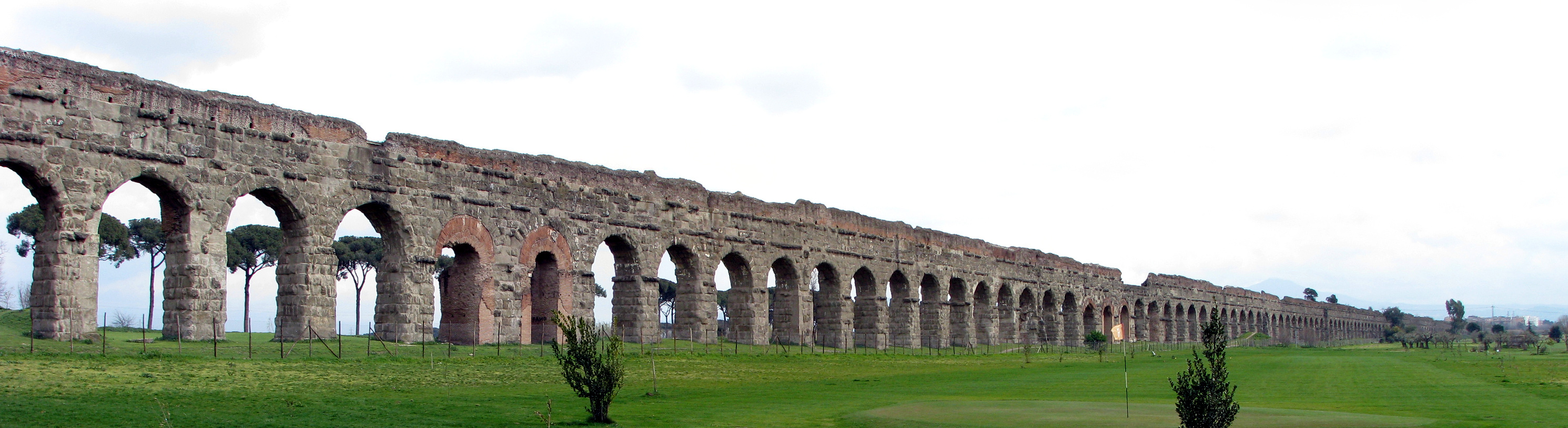
Aqua Claudia

Die imposantesten Aquädukte wurden in Rom errichtet. Sie führten das Quellwasser aus dem Gebirge bis zu 150 Kilometer weit über Täler, Schluchten und Abgründe oder durch Höhlen.
Große Strecken der römischen Aquädukte verliefen also am Erdboden oder unterirdisch. Die eindrucksvollen Brückenbauwerke wurden errichtet, weil man bei großen Entfernungen Druckleitungen vermied. Die Verteilung innerhalb der Städte erfolgte jedoch schon im antiken Römerreich wie bei heutigen Wasserversorgungsnetzen über Druckleitungen.

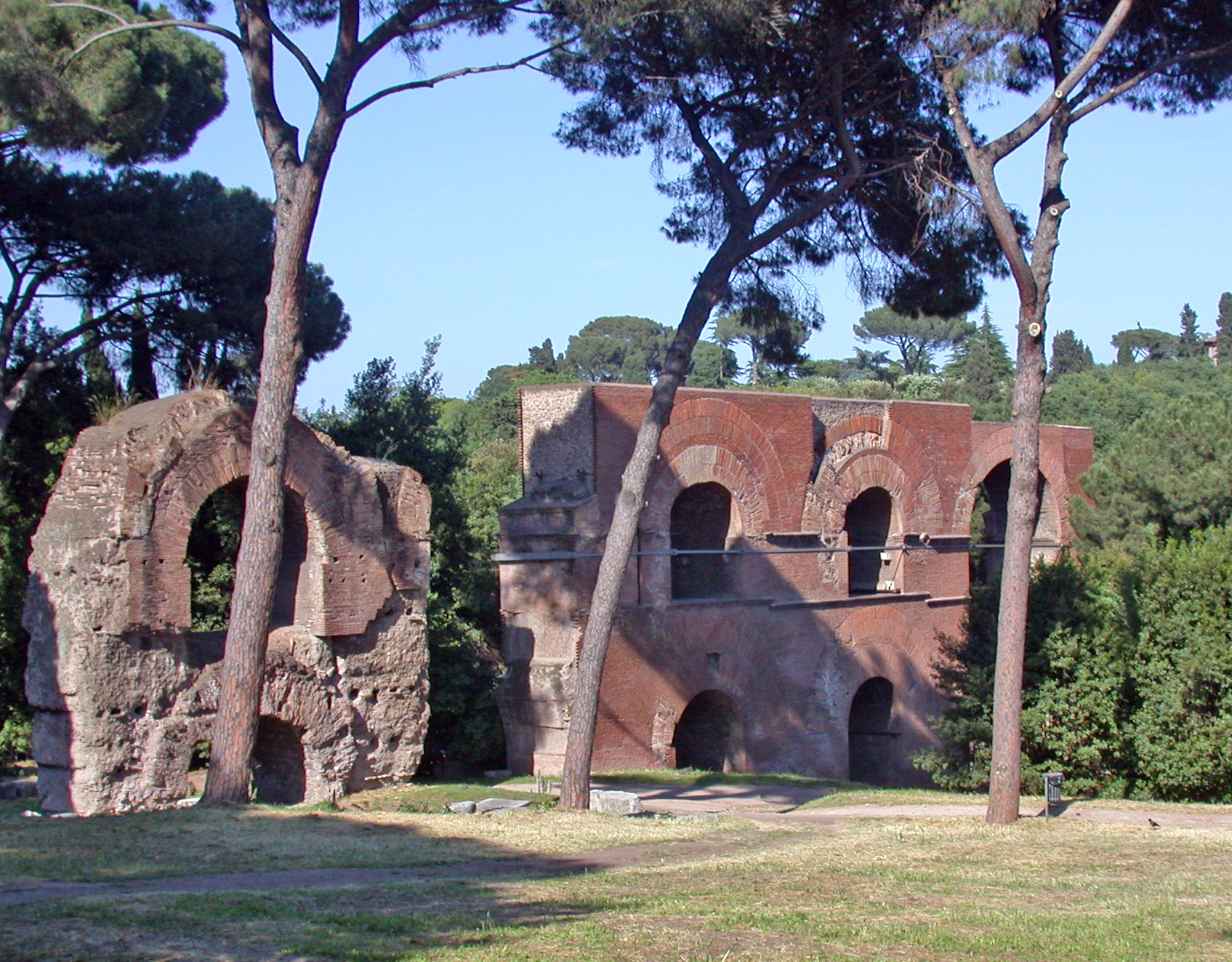
Teilstück der Aqua Claudia

Die erste Wasserleitung, die Aqua Appia, erbaut 312 v. Chr. durch Appius Claudius Caecus, begann an der Via Praenestina, wurde fast vier Wegstunden lang unterirdisch geführt, trat bei der Porta Capena in die Stadt und endete im Campus Martius.
Im weiteren Verlauf der Republik und in der Kaiserzeit wurden weitere Wasserleitungen errichtet, so dass Rom schließlich aus insgesamt elf Aquädukten versorgt wurde, deren Gesamtlänge mehr als 400 Kilometer betrug, davon 64 Kilometer Bogenaquädukte und 2,5 Kilometer Tunnel. Mit den Aquädukten wurde selbst aus viele Kilometer entfernten Quellen Wasser in die Millionenstadt geführt – die Quelle in Subiaco war ungefähr 100 Kilometer entfernt –, und zwar in einer solchen Menge, dass man sich auch die riesigen Badehäuser, die Thermen, leisten konnte. Nie zuvor hatte eine Stadt über derartige Wassermassen verfügt. Schon die zur Zeit des Sextus Iulius Frontinus vorhandenen neun Wasserleitungen versorgten die Stadt mit täglich 992.200 Kubikmetern Wasser. Bei einer anzunehmenden Bevölkerung von einer Million Einwohnern entsprach das ziemlich genau 1000 Liter pro Einwohner. 1968 waren es nur 475.
Die frühesten römischen Aquädukte verliefen noch in unterirdischen Schächten aus Tuffblöcken. Der Bau der ersten erhöhten Wasserleitung wurde 144 v. Chr. begonnen. Die Wasserleitungen konnten in den Aquädukten in mehreren Etagen übereinander erfolgen. Eine Besonderheit bildet die Stadt Perge an der kleinasiatischen Südküste. Dort verlief eine Wasserleitung in einem Kanal auf erhöhter Ebene auf einem Mittelstreifen der Straße.
Die Aquädukte mündeten am höchsten Punkt der Stadt in einen Verteiler (castellum), der einem heutigen Wasserturm vergleichbar ist. Von dort gingen drei Hauptäste ab, der erste für die öffentlichen Trinkwasserbrunnen, der zweite für die Versorgung der öffentlichen Bäder, der dritte für Privathäuser. Von diesen lag der erste am niedrigsten, so dass er bei Knappheit vorrangig Wasser erhielt.
- Fontana di Trevi (Aqua Virgo), von M. Agrippa 22 v. Chr. angelegt, von Papst Pius IV. wiederhergestellt;
- Aqua Felice oder di Termini (Aqua Claudia), von Caligula angefangen, von Claudius 50 n. Chr. beendigt, von Papst Sixtus V. wiederhergestellt, und
- Algentina, welche die herrlichen Wasserfälle in der Villa Aldobrandini bildet. 1882 ist die Wasserleitung des Bitilenus bei Alatri aufgedeckt worden.

Die Kanäle der römischen Wasserleitungen waren nach Frontinus, der die genaueste Schilderung dieser hinterlassen hat (De aquis urbis Romae), durchweg gemauert, sowohl unter als über der Erde, und hier auf Unterbauten oder Bogengängen in Hausteinen oder Ziegeln ausgeführt und nach oben überall entweder mit Gewölben oder Steinbalken überdeckt. Die inneren Wände und Sohlen der Kanäle erhielten anstelle eines Sandputzes einen wasserdichten, aus Kalk und zerschlagenen Ziegelstückchen gemischten Bewurf, der auch in den durch festes Felsengebirge getriebenen Stollen nicht fehlte.

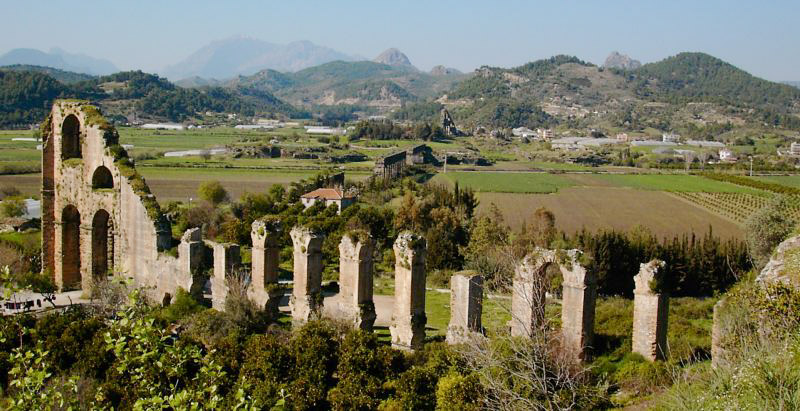
Ruine des Aquädukts von Aspendos, Türkei

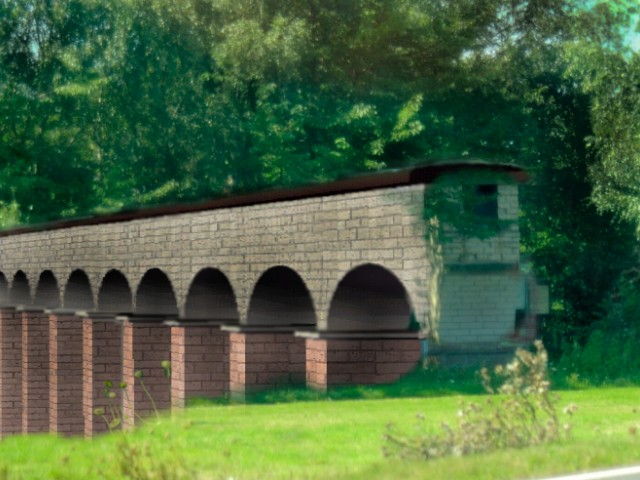
Die Eifelwasserleitung versorgte das römische Köln

### Aquädukte in Italien und den römischen Provinzen
Alle Aquädukte in den römischen Provinzen stammen aus der Frühen und Hohen Kaiserzeit (d. h. vom 1. bis zum 3. Jahrhundert); von ihnen sind in Deutschland nur noch Reste vorhanden – so die „Römersteine“ in Zahlbach bei Mainz, die auch „Römerkanal“ genannte Eifelwasserleitung mit mehreren Aquädukten nach Köln und die Wasserleitung zur Colonia Ulpia Traiana bei  Xanten. Andere sind (in Teilen) besser erhalten – z. B. der Pont du Gard bei Nîmes oder der Aquädukt von Ansignan. Auch die spanischen Aquädukte in Segovia sowie bei Tarragona und Mérida sind erwähnenswert; ebenso die kleinasiatischen Bauten von Pergamon und Phaselis in der heutigen Türkei. Der sogenannte „Aquädukt“ von Aspendos (Kleinasien) sowie nahezu alle Aquädukte von Lyon verfügten in Teilen auch über Druckleitungen (Düker) mit Bleirohren.
Der 50 Kilometer lange Aquädukt von Nikopolis versorgte die antike Großstadt Nikopolis in Epirus mit Wasser. Der philhellenische Kaiser Hadrian ließ im Jahr 125 auf dem Peloponnes den Hadrianischen Aquädukt vom Stymphalischen See bis Akrokorinth bauen. Es war bis um 1800 in Betrieb; die ersten fünf Kilometer werden seit einer Restauration um 1885 erneut genutzt.

### Aquädukte im Oströmischen Reich
Bald nach den Gotenkriegen ließ der oströmische Kaiser Justinian die inzwischen verfallenen Wasserleitungen aus konstantinischer Zeit erneuern. Die städtische Wasserversorgung von Konstantinopel erfolgte jedoch hauptsächlich über große Zisternenanlagen (z. B. Yerebatan-Serail).

## Mittelalterliche Aquädukte
Im Mittelalter wurden kaum noch Aquädukte oder sonstige Wasserleitungen gebaut. Einige wenige römische Aquädukte nutzte man im frühen Mittelalter weiter. Es sind einige innerstädtische Wasserleitungen (Pipen oder Deicheln) aus ausgebohrten und ineinandergesteckten bzw. aneinandergereihten Baumstämmen bekannt. Im Bodenseeraum waren die Aquädukte wohl eher einfache Holzkonstruktionen, also ausgehöhlte Baumstämme und gezimmerte, offene Wasserrinnen: In einer Urkunde aus dem Jahr 890 werden Wasserleitungen und Holzschindeln für das Kloster Sankt Gallen erwähnt, die aus Holz aus dem Rheingau an der Rheinmündung in den Bodensee hergestellt wurden. Diese Leitungen wurden gebraucht, um das Wasser aus der Steinach als Trinkwasser, für Handwerksbetriebe und für Latrinen ins Innere des Klosters zu leiten. Die städtische Bevölkerung versorgte sich aus Brunnen und Zisternen oder holte Wasser vom nahegelegenen Fluss; in vielen größeren Städten gab es den Berufsstand der Wasserträger, der in nordafrikanischen Ländern noch bis weit ins 20. Jahrhundert hinein existierte.

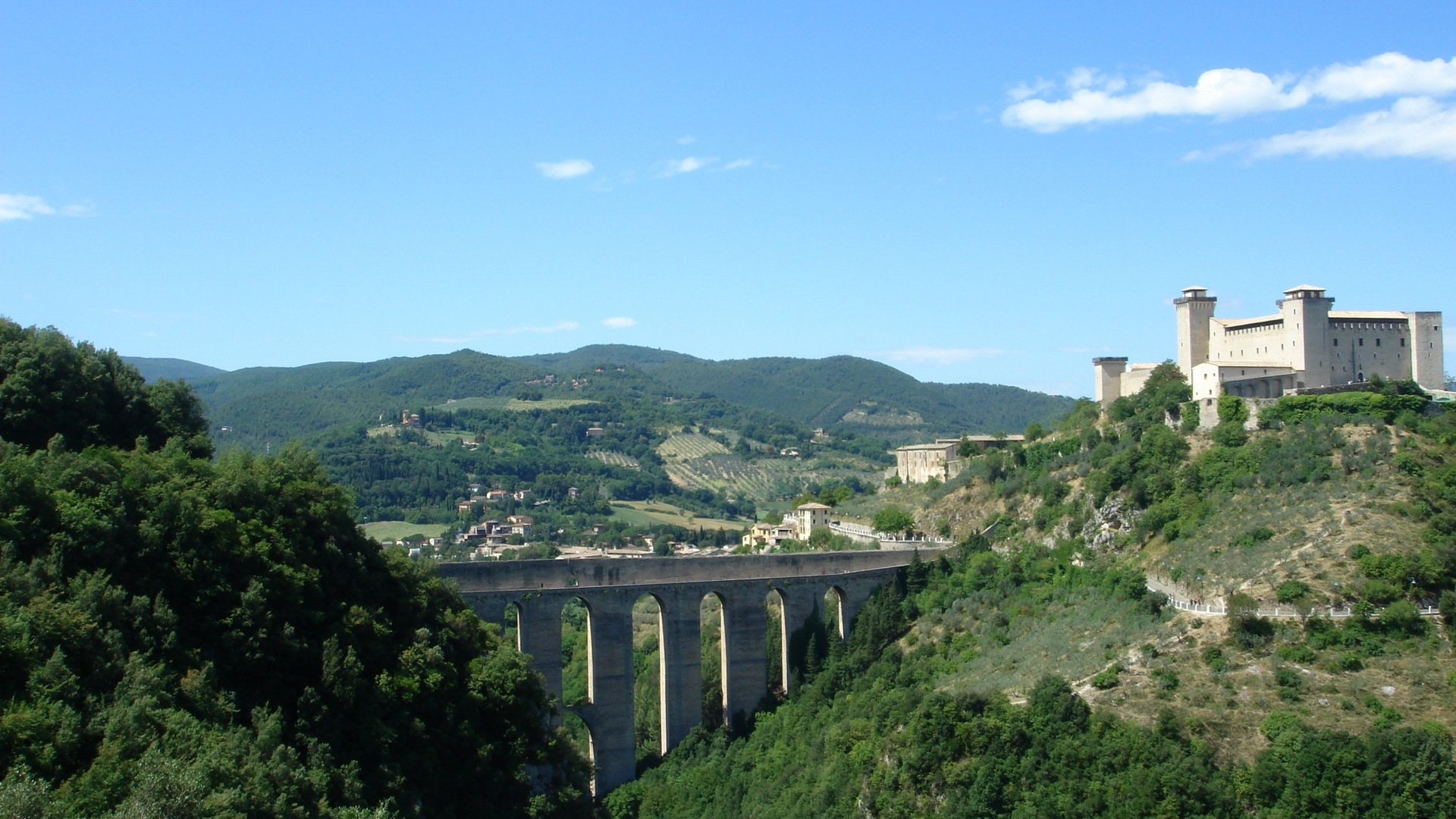
Ponte delle Torri bei Spoleto

Ein wahrscheinlich im 13./14. Jahrhundert bei Spoleto im Süden Umbriens gebauter Aquädukt (Ponte delle Torri) ist neben dem spanischen Acueducto de Morella das einzige bekannte Beispiel für einen mittelalterlichen Aquäduktbau. Ansonsten ist nur von wenigen Wasserleitungen aus römischer Zeit eine Weiternutzung im Mittelalter bekannt.
Führend in Sachen Wasserbau waren bereits seit der Antike die Araber und Berber (Mauren), die Wasser aus Quellen über unterirdisch verlaufende (Qanate) oder oberirdische steinerne Leitungen auf ihre Oasenfelder und in die Fürstenpaläste leiteten. So hat z. B. die im 14. und 15. Jahrhundert erbaute Alhambra in Granada ein umfangreiches Bewässerungssystem, welches auch die Wasserspiele in den Gärten des Generalife mitversorgt. Auch der wahrscheinlich von maurischen Handwerkern an der Stelle eines älteren Palastes erbaute Alcázar de los Reyes Cristianos in Córdoba verfügt über bedeutende Wasserspiele.
Im Orient waren Aquädukte im Mittelalter weit verbreitet. Derjenige von Fustat (Kairo) ist noch heute in Teilen erhalten.
Die im 15. und 16. Jahrhundert bewohnte Inka-Stadt Machu Picchu wurde über einen etwa drei Kilometer langen und etwa 20 Zentimeter breiten Bewässerungskanal mit Wasser versorgt.

## Aquädukte des 16. bis 21. Jahrhunderts

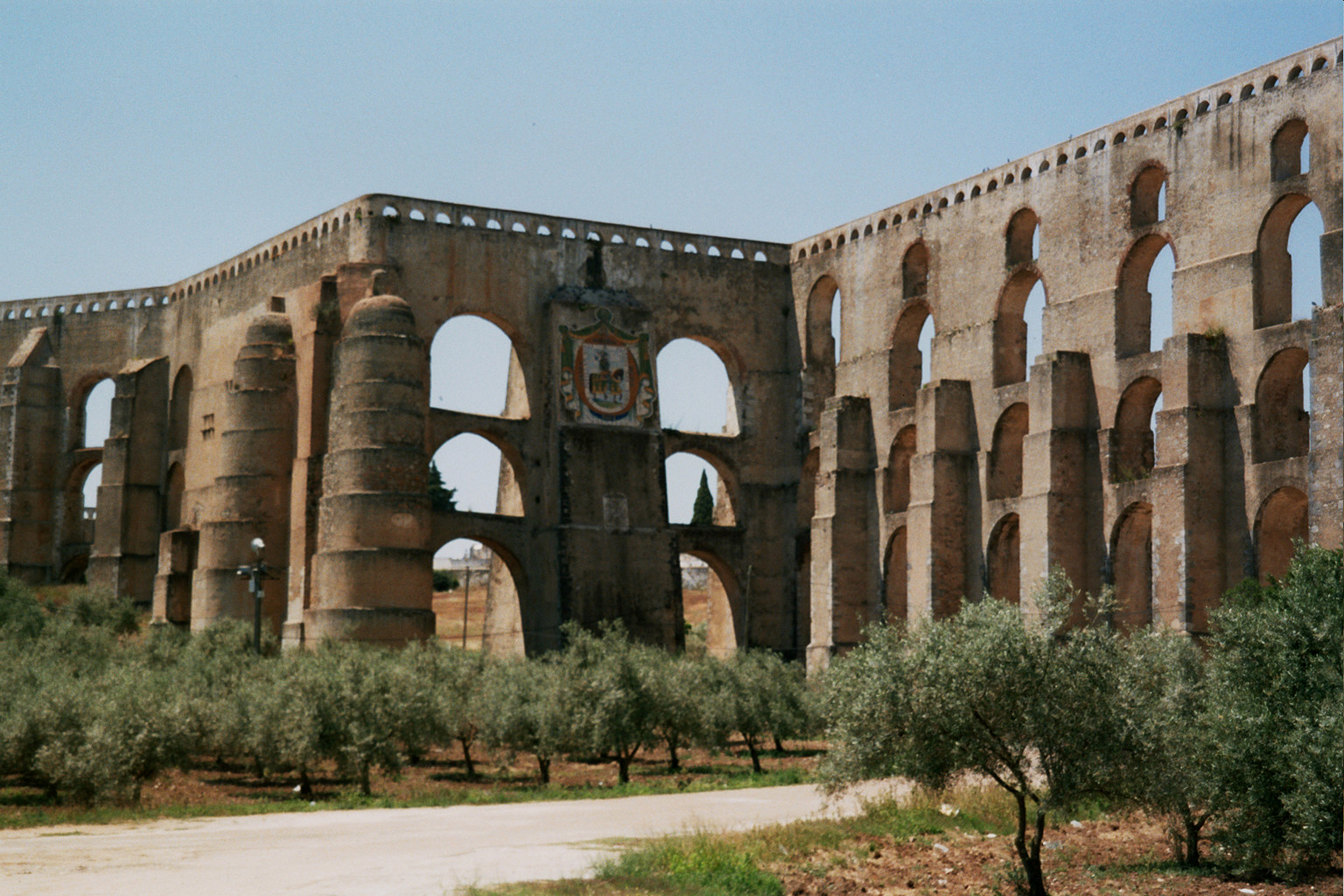
Aquädukt von Elvas, Portugal

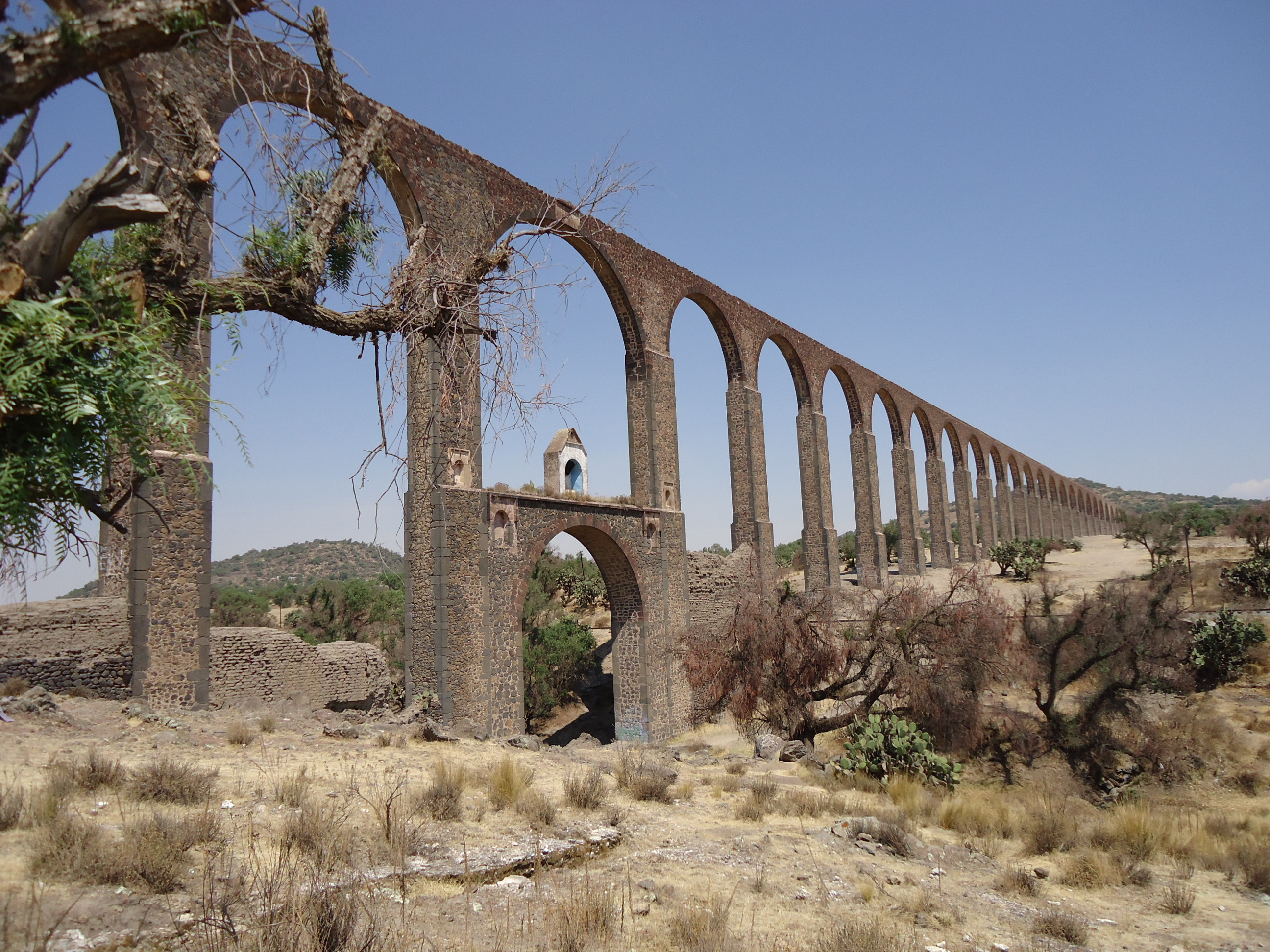
Aquädukt des Padre Tembleque, Zempoala, Mexiko

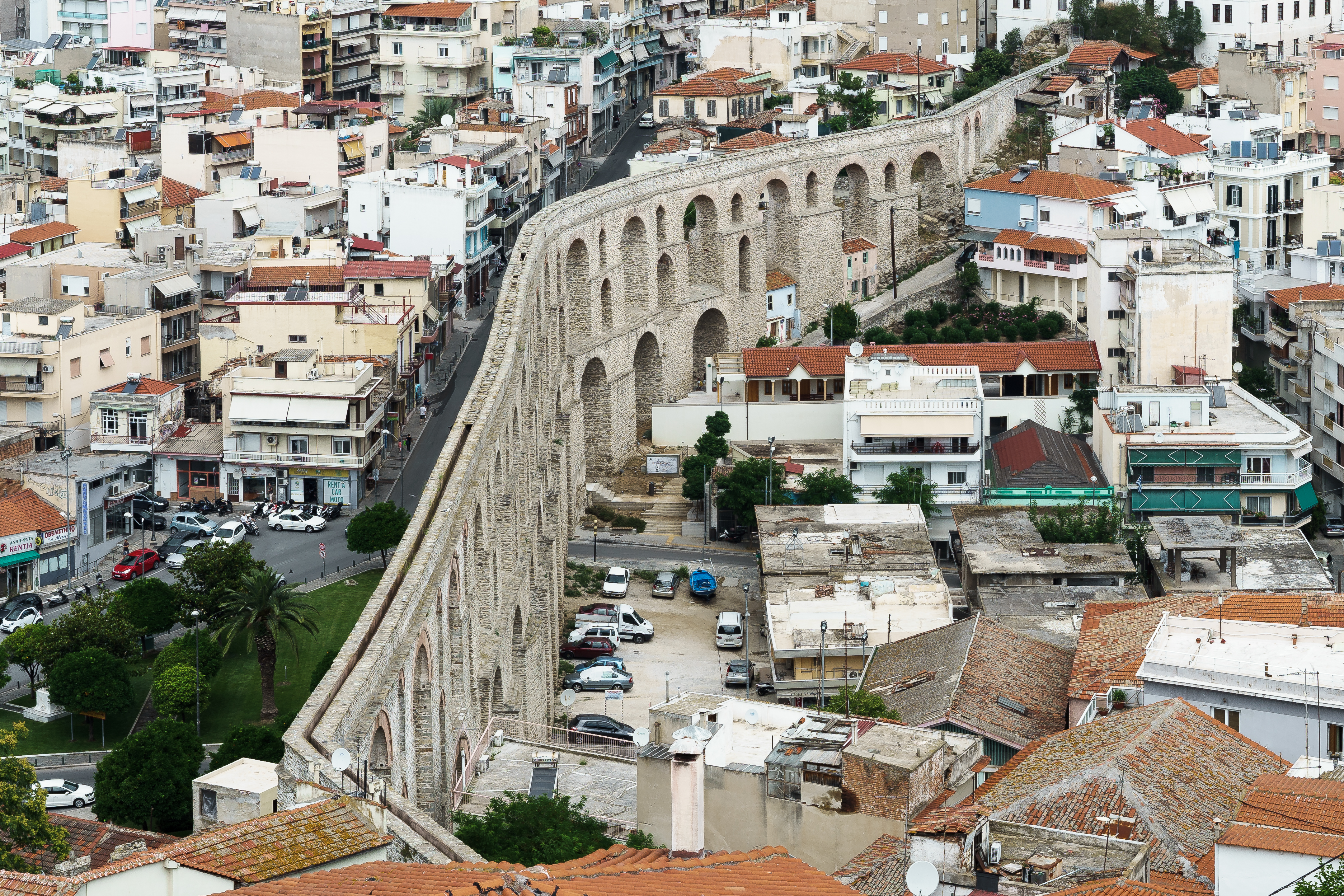
Aquädukt von Kavala

Während und nach der Renaissance kam auch das antike Wasserwesen wieder zu Ehren. Aquädukte aus der Zeit des 16. bis 19. Jahrhunderts stehen in Portugal (etwa der im Jahr 1537 begonnene, aber erst um 1620 fertiggestellte Acueducto de Amoreira in Elvas, der im Jahr 1690 vollendete Aquädukt von Salvador (Serpa), der in den Jahren von 1730 bis 1748 entstandene Aqueduto das Águas Livres in Lissabon und der Aqueduto de São Sebastião in Coimbra, ein 1583 wieder aufgebauter und in Betrieb genommener römischer Viadukt), in Spanien (Acueducto de Bejís), Italien (Caserta bei Neapel), sowie einige in England und Schottland.

### Frankreich
In Frankreich entstanden das Aqueduc Médicis (1613–1624 u. a. für den Jardin du Luxembourg in Paris erbaut) und das Aquädukt von Louveciennes, das Aquädukt von Buc und Aquädukt von Maintenon zur Wasserversorgung des Schlossparks von Versailles. Das letztere, unter Ludwig XIV. nach den Entwürfen und unter der Leitung Vaubans begonnen, sollte auf einer sogar dreifachen, 17 km langen, 70 Meter hohen Arkadenreihe von 242 Bogen die Wasser der Eure den Bassins und Wasserkünsten im Schlosspark zuführen, jedoch wurde nur die unterste Bogenreihe mit einem Kostenaufwand von 22 Mill. Livres wirklich vollendet.

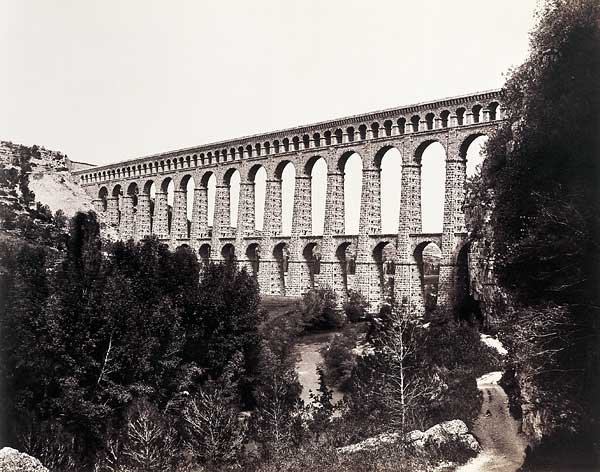
Édouard Baldus, Der Aquädukt von Roquefavour um 1861.

Im Süden der Provence führt der Canal de Marseille Wasser der Durance als Trinkwasser über das Aquädukt von Roquefavour nach Marseille.
Der Aqueduc de la Vanne zur Wasserversorgung von Paris, den Eugène Belgrand zwischen 1866 und 1874 errichten ließ, hat mit der Aquäduktbrücke über die Yonne und der 
Aquäduktbrücke über den Loing auch die ersten Stampfbetonbrücken der neueren Geschichte.

### Mexiko
In Mexiko bauten die Spanier im 16. Jahrhundert mehrere Aquädukte, darunter das Aquädukt des Padre Tembleque, und im 18. Jahrhundert das Aquädukt El Saucillo. In Morelia, im mexikanischen Bundesstaat Michoacán, existiert ein Aquädukt im aktuellen Zustand aus dem 18. Jahrhundert. Es geht auf ein Bauwerk aus dem 16. Jahrhundert zurück. Das Aquädukt hat eine Länge von 1700 m, die 253 Bögen erreichen eine Maximalhöhe von 9,23 m. Es war bis 1910 in Betrieb und wurde 1998 restauriert. Die Arcos del Sitio sind die größte und längste Aquäduktbrücke Lateinamerikas. Sie steht bei der Stadt Tepotzotlán im Bundesstaat Mexiko; das Bauwerk ist maximal 61 Meter hoch und etwa anderthalb Kilometer lang.

### Zypern
Der in türkischer Zeit (von 1746 bis 1750) erbaute Aquädukt in Larnaka auf Zypern war noch bis in das Jahr 1963 im Betrieb.

### USA
Der Croton Aqueduct war die 1842 errichtete erste Wasserversorgung von New York City, die bis 1965 in Betrieb war. Der 66 Kilometer lange Freispiegelstollen führte Wasser aus einem Seitenarm des Hudson Rivers zu einem Reservoir im Central Park. Die Leitung überquerte auf der High Bridge den East River.

### England

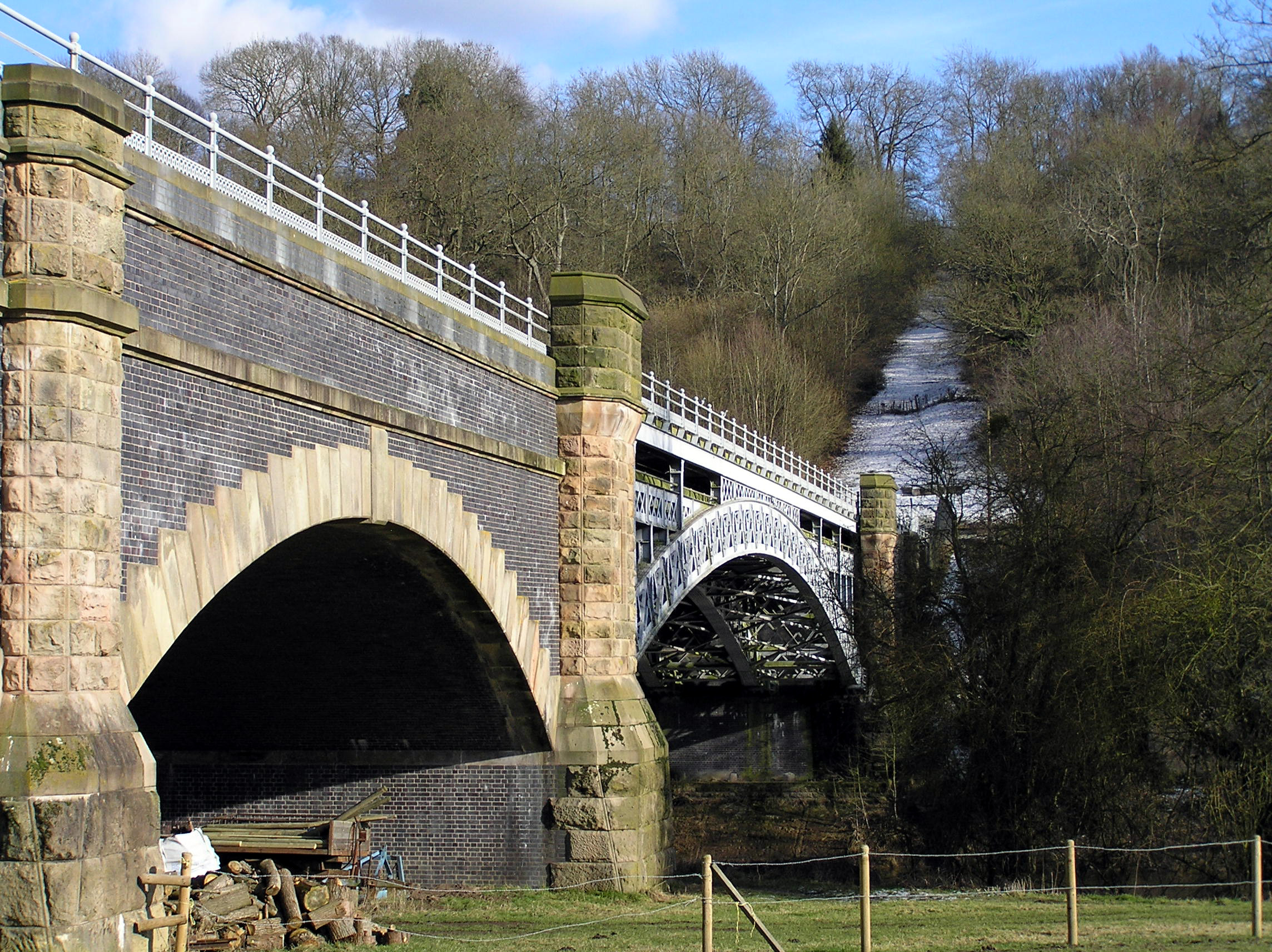
Bewdley Aqueduct über den River Severn

Um 1900 wurde das Elan aqueduct gebaut, das Trinkwasser in einer Freispiegelleitung von Wales nach Birmingham transportiert, zum Teil in einem abgedeckten Kanal, zum Teil in Rohrleitungen, und in einer großen eisernen Bogenbrücke den River Severn überquert.

### Italien
In Italien versorgt der Aquedotto pugliese (Acquedotto Pugliese, dt. der „Apulische Aquädukt“) eine 1914 fertiggestellte Wasserleitung große Teile der italienischen Provinz Apulien und kleine Bereiche Kampaniens mit Trinkwasser. Der apulische Aquädukt ist der größte Aquädukt Europas.

### Weitere in Europa
Noch in Nutzung sind die Aquädukte der I. Wiener Hochquellenwasserleitung (1870–1873) bei Baden und Mödling, das Aquädukt des Leinakanals bei Gotha und das Aquädukt in Rostokino im Nordosten Moskaus.
Die Teufelsgrabenbrücke (Valley) zur Trinkwasserversorgung von München wurde durch einen Dücker ersetzt.

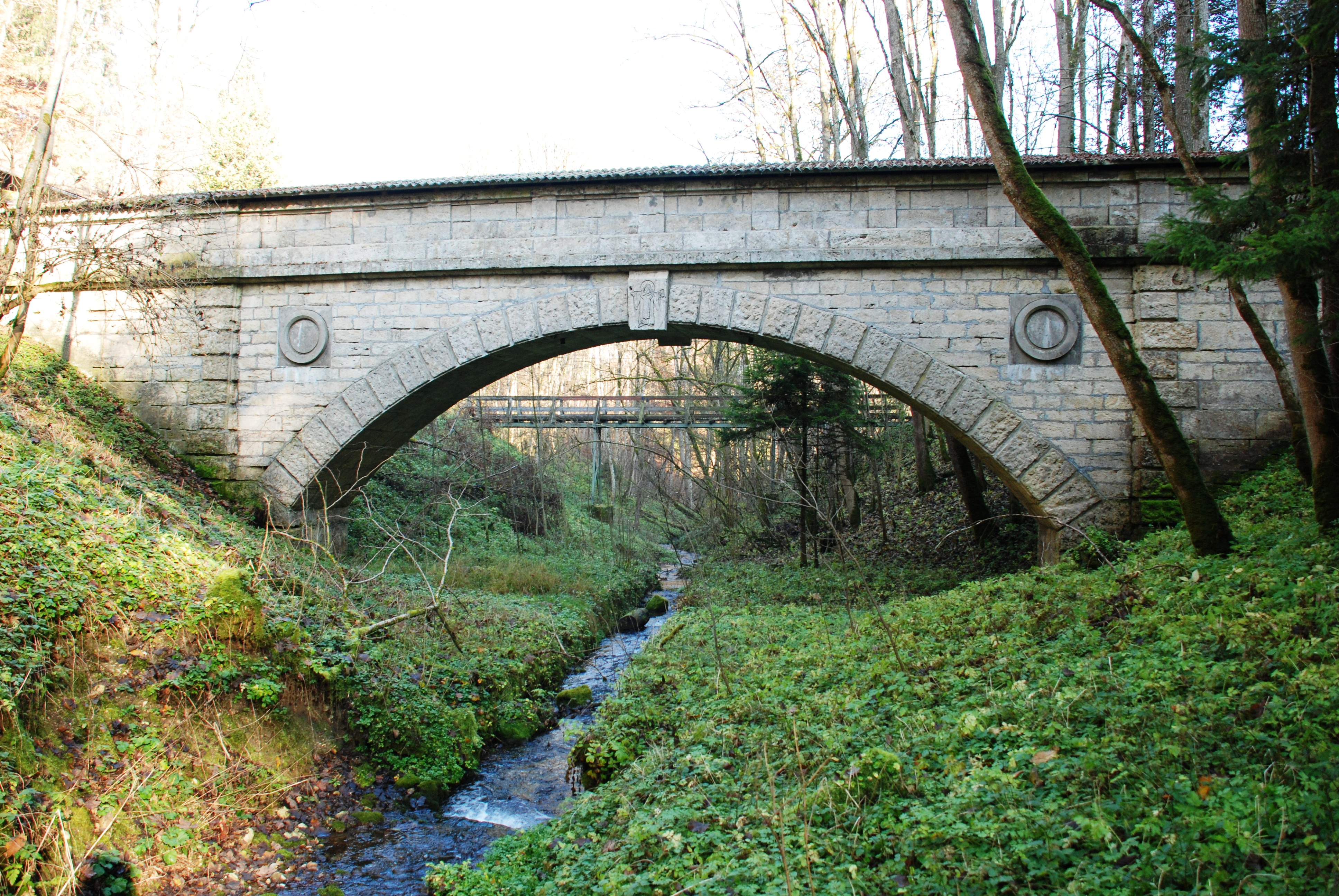
Aquädukt über den Höllgraben

Seit Beginn des 19. Jahrhunderts können Aquädukte durch Druckrohrleitungen (Düker) ersetzt werden, wie z. B. beim Bau der Ost-West Eisenbahnlinie nach Nürnberg bei Erbauung des  Hauptbahnhofs in Regensburg, wo der Vitusbach seit der Römerzeit und fortgesetzt im Mittelalter auf einem Aquädukt eine Bodensenke überwinden musste.

## Bewässerung
Zum Wassertransport für landwirtschaftliche Bewässerung werden bis ins 21. Jahrhundert Bewässerungskanäle über kürzere Brückenbauwerke geführt. So beispielsweise mit Levadas in Portugal und auf Madeira oder mit Waalen in Südtirol und Franken. 